# Albtal-Bergwald
Koordinaten: 47° 45′ 42,7″ N, 8° 8′ 22,2″ O
Das Gebiet Albtal-Bergwald ist ein mit Verordnung vom 10. Juni 2003 durch die Körperschaftsforstdirektion Freiburg ausgewiesener Schonwald (Schutzgebiet-Nummer 200264) in Baden-Württemberg.

## Lage
Das Schutzgebiet befindet sich östlich von St. Blasien. Es liegt im Staatswald St. Blasien auf Flurstücken 216 (z. T.) Gemarkung St. Blasien und umfasst die Abteilungen 5–8, 18 u. 16 (jeweils z. T.) im Distrikt II.
Der Schonwald besteht aus zwei Teilen und liegt westlich und östlich des Bannwalds Windbergschlucht.
Er liegt vollständig im Landschaftsschutzgebiet St. Blasien und er ist Teil des Vogelschutzgebiets Südschwarzwald.

## Vegetation
Im Schonwald kommen laut Waldbiotopkartierung die folgenden Pflanzen vor:
Weiß-Tanne, Berg-Ahorn, Wolfs-Eisenhut, Grauer Alpendost, Gewöhnliche Rosskastanie, Kriechender Günsel, Wald-Engelwurz, Wald-Geißbart, Wald-Frauenfarn, Felsen-Leimkraut, Hänge-Birke, Besenheide, Sumpfdotterblume, Alpen-Milchlattich, Sumpf-Kratzdistel, Gemeine Hasel, Besenginster, Drahtschmiele, Großblütiger Fingerhut, Roter Fingerhut, Echter Wurmfarn, Schmalblättriges Weidenröschen, Berg-Weidenröschen, Breitblättrige Stendelwurz, Zypressen-Wolfsmilch, Rotbuche, Japanischer Staudenknöterich, Wald-Schwingel, Gemeine Esche, Gewöhnlicher Flügelginster, Ruprechtskraut, Wald-Habichtskraut, Kleines Habichtskraut, Großes Springkraut, Weißliche Hainsimse, Wald-Hainsimse, Wald-Wachtelweizen, Bärwurz, Wald-Sauerklee, Einbeere, Weiße Pestwurz, Ährige Teufelskralle, Gemeine Fichte, Waldkiefer, Gewöhnliches Rispengras,
Quirlblättrige Weißwurz, Espe, Hasenlattich, Adlerfarn, Gewöhnliche Robinie, Wildrose, Himbeere, Roter Holunder, Wald-Simse, Weiße Fetthenne, Fuchssches Greiskraut, Gewöhnliche Goldrute, Echte Mehlbeere, Vogelbeere, Große Sternmiere, Sommerlinde, Große Brennnessel, Heidelbeere, Preiselbeere.

## Schutzzweck
Der Schutzzweck des Schonwalds ist gemäß Schutzgebietsverordnung
- Erhaltung, Pflege und langfristige Verjüngung des landschaftstypischen, naturnahen Bergmischwaldes aus Tanne Buche und Fichte.

## Betreuung
Wissenschaftlich betreut wird der Schonwald durch die Forstliche Versuchs- und Forschungsanstalt Baden-Württemberg (BVA).